# Rakovnik, Grebinj
Rakovnik (nemško Rakounig) je naselje v Občini Grebinj v Okraju Velikovec na Koroškem v Avstriji.